# S.O.S. (revista)
S.O.S fue una revista española de historietas, editada por Editorial Valenciana entre 1948 y 1984, con cuatro épocas bien diferenciadas, siendo en la primera una revista humorística y en las restantes, de terror. 

## Primera etapa: 1948
En su primera encarnación, la revista "S.O.S" constituyó el primer intento de Valenciana de desdoblar sus revistas, tras el éxito de "Jaimito", pero no pasó del número 68.
Tenía un formato de 27 por 19 centímetros, 16 páginas y un precio de 2 pesetas. Destacaba por su combinación de series humorísticas junto a seriales aventureros:
| Aparición | Números | Título                  | Autoría                   | Procedencia                   |
| --------- | ------- | ----------------------- | ------------------------- | ----------------------------- |
| 1948      |         | El terrestre invencible | Manuel Gago               |                               |
| 1948      |         | El Capitán Látigo       | Federico Amorós/José Grau |                               |
| 1951      |         | Luis Ciclón             | Milton Caniff             | Tira de prensa estadounidense |
| 1951      |         | Óscar Pajuela           | Cartus                    | Nueva                         |
| 1951      |         | Toby                    | Ángel Nadal               | Nueva                         |

## Segunda etapa: 1975
Casi veinte años después, "S.O.S." renació como una publicación de terror con un formato de 28 x 20 cm, intentando aprovechar el filón que habían abierto Ibero Mundial de Ediciones y Garbo con "Vampus" y "Rufus".
Sólo duró 26 números, a pesar de contar con historietas inéditas de Federico Amorós, Eduardo Vañó o Miguel Quesada.

## Tercera etapa: 1980
Con el mismo formato anterior e idéntica temática, se produjeron 58 números más.

## Cuarta etapa: 1984
Sólo 3 números.